# Eduardo Maestre Tovia
Eduardo Maestre Tovia (Ontinyent, 1833 - Fontanars dels Alforins, 1896) fou un terratinent i polític valencià, diputat a les Corts Espanyoles durant la restauració borbònica.

## Biografia
El seu pare era Rafael Mestre, gran propietari de terres a Ontinyent, València, Sueca, Carlet i Fontanars dels Aforins. Es llicencià en dret a la Universitat de València i poc després va marxar a Madrid, on treballà al Ministeri de Gràcia i Justícia sota les ordres de Luis Mayans y Enríquez de Navarra. Participà activament en el cop d'estat de Sagunt que va provocar la restauració borbònica i el 1875 fou designat membre de la Diputació de València pel Partit Conservador, càrrec que va ocupar fins al 1881, quan fou designat per a ocupar l'escó que havia ocupat des de les eleccions generals espanyoles de 1879 Luis Mayans y Enríquez de Navarra, però no va poder renovar en les eleccions següents. Fou elegit diputat pel districte d'Alzira a les eleccions generals espanyoles de 1884 i fou nomenat senador per la província de València el 1891-1893.